# Thickskin
Thickskin är det fjärde albumet av Skid Row, utgivet den 5 augusti 2003.
Det är det första albumet som sångaren Johnny Solinger, ersättaren till Sebastian Bach, medverkar på och också det första och enda på vilket trummisen Phil Varone är med. Fans och kritiker gillade inte skivan, mycket på grund av frånvaron av originalsångaren Sebastian Bach.
Albumets enda singel var I Remember You Two, en förnyad version av I Remember You från bandets debutalbum. Dock spelades en musikvideo till låten Ghost in i Miami, Florida men släpptes aldrig som singel.

## Låtlista
1. New Generation (Rachel Bolan, Dave Sabo) - 3:18
2. Ghost (Bolan, Johnson, Sabo) - 3:54
3. Swallow Me (The Real You) (Bolan, Sabo) - 3:39
4. Born a Beggar (Bolan, Scotti Hill, McCabe, Sabo) - 4:28
5. Thick Is the Skin (Bolan, Sabo) - 3:48
6. See You Around (Bolan, Johnson, Sabo) - 4:19
7. Mouth of Voodoo (Bolan, Sabo, Johnny Solinger) - 4:27
8. One Light (Bolan, Sabo) - 4:08
9. I Remember You Two (Bolan, Sabo) - 3:21
10. Lamb" (Bolan, Sabo) - 3:41
11. Down from Underground (Bolan, Johnson, Sabo) - 4:36
12. Hittin' a Wall (Bolan, Hill, Sabo) - 3:07

## Banduppsättning
- Johnny Solinger - sång
- Scotti Hill - gitarr
- Dave "The Snake" Sabo - kompgitarr, bakgrundssång
- Rachel Bolan - bas, bakgrundssång
- Phil Varone - trummor